# Antun Bogetić
Antun Bogetić (ur. 24 kwietnia 1922 w Premanturze, zm. 19 kwietnia 2017 w Puli) – chorwacki duchowny katolicki, biskup Poreču i Puli w latach 1984–1997.

## Życiorys
Święcenia kapłańskie otrzymał 29 czerwca 1946.

## Episkopat
27 stycznia 1984 papież Jan Paweł II mianował go biskupem ordynariuszem diecezji Poreč i Pula. Sakry biskupiej udzielił mu kard. Franjo Kuharić.
18 listopada 1997 papież przyjął jego rezygnację z urzędu złożoną ze względu na wiek.